# Người Luwi

Phạm vi của người Luwi

Người Luwi /ˈluːiənz/ là một nhóm các tộc người Anatolia sinh sống ở miền trung, phía Tây, và phía Nam Tiểu Á cũng như phần phía Bắc của miền Tây Levant vào giai đoạn Thời đại đồ đồng và Thời đại đồ sắt. Họ nói tiếng Luwi, một ngôn ngữ Ấn-Âu thuộc phân nhóm Anatolia, mà được viết bằng dạng chữ viết hình nêm được du nhập từ Mesopotamia, và một hệ thống chữ viết tượng hình bản địa khác thường, chúng đôi khi cũng được những người Hittite vốn có mối quan hệ về mặt ngôn ngữ học sử dụng.
Vai trò của người Luwi trong lịch sử thời đại đồ đồng là một vấn đề tranh cãi.

## Lịch sử